# Douglas Lenat
Douglas Bruce Lenat (né le 13 septembre 1950 à Philadelphie (Pennsylvanie) et mort le 31 août 2023 à Austin (Texas)) est un physicien, mathématicien et informaticien américain. 
Douglas Lenat a reçu son Bachelor's degree à l'université de Pennsylvanie en mathématiques et physique, puis son Master en mathématiques appliquées en 1972. Il reçut son Doctorat de l'université Stanford en 1976. Son directeur était le professeur Edward Feigenbaum.
Directeur de la compagnie Cycorp basée à Austin au Texas, il est chercheur en intelligence artificielle, notamment en apprentissage (avec les automates et les programmes Eurisko) en représentation des connaissances, en systèmes à tableaux noirs (en) et en ontologies (avec son projet Cyc chez MCC (en) et chez Cycorp). Il a également travaillé sur des simulations militaires et publié une critique de méthodes d'algorithmes génétiques conventionnelles basée sur son expérience avec Eurisko. Douglas Lenat a été l'un des premiers membres de l'AAAI, l'Association américaine pour l'intelligence artificielle.
La quête de Douglas Lenat dans le projet Cyc est de construire une base d'une intelligence artificielle générale, en ajoutant manuellement des représentations de connaissances dans un langage formel, CycL, basé sur des extensions de calcul de prédicats du premier ordre. Ce projet n'a pas été sans critique, notamment parmi les membres de la culture hacker du MIT qui trouve démesuré le nombre de règles nécessaires.

## Citations
- « Intelligence is 10 million rules. »

L'intelligence, c'est 10 millions de règles.
- « The time may come when a greatly expanded Cyc will underlie countless software applications. But reaching that goal could easily take another two decades (from TechnologyReview.com, March 2005). »

Le temps viendra lorsqu'un Cyc grandement étendu développera lui-même d'innombrables logiciels. Mais atteindre ce but pourrait facilement prendre deux décennies.
- « Once you have a truly massive amount of information integrated as knowledge, then the human-software system will be superhuman, in the same sense that mankind with writing is superhuman compared to mankind before writing. »

Une fois que vous avez une véritable collection d'informations intégrées sous forme de connaissances, alors le système logiciel-humain deviendra surhumain, au même sens où l'humanité connaissant l'écriture l'est par rapport à l'humanité auparavant.